# Coquelles
Coquelles – miejscowość i gmina we Francji, w regionie Hauts-de-France, w departamencie Pas-de-Calais.
Według danych na rok 1990 gminę zamieszkiwały 2133 osoby, a gęstość zaludnienia wynosiła 243 osób/km² (wśród 1549 gmin regionu Nord-Pas-de-Calais Coquelles plasuje się na 344. miejscu pod względem liczby ludności, natomiast pod względem powierzchni na miejscu 398.).

## Eurotunel
W Coquelles znajduje się terminal pociągów wahadłowych kursujących przez Eurotunel, obsługujący zarówno pasażerów jak i załadunek i rozładunek samochodów. W gminie znajduje się również ośrodek szkolenia maszynistów.